# 女學生 (清宮)
女學生，是清朝后宫中，参与宫廷歌舞和戏曲演出的女乐、优伶的称谓。
內務府管辖下的南府、景山，两处乐舞、戏曲演出机构均有學生的称谓。乾隆时，南府、景山总管之下有首领、教习、学生、太监:26。雍正十三年（1735年），景山永安亭二處有學生共125人，但她們之中曾被雍正寵幸過的人極少。乾隆帝即位後，把曾被寵幸過的幾人冊封為妃，其餘皆被趕出宮。乾隆御製《和白居易樂府上陽宮人曲》亦稱「國初女樂沿明季，康熙女樂不盈千，雍正僅存十之七，乾隆無一女樂焉」。